# ポルトガル系アメリカ人
ポルトガル系アメリカ人(ポルトガルけいアメリカじん、英語:Portuguese American ポルトガル語:Luso-americanos)は、ポルトガルにルーツを持つアメリカ合衆国市民を指す。とくに、ポルトガル出身者を祖先とするアメリカ合衆国出身者を指す。ポルトガルの旧植民地であった国にルーツを持つ人々は含まれない。

## 歴史
19世紀後半には、多くのポルトガル人（主に大西洋上にあるアゾレス諸島およびマデイラ諸島の出身者）がアメリカ合衆国に移住しニューイングランドの都市に定住した。彼らの一部はハワイに再移住していった。20世紀中盤から後半にかけてまたポルトガルからの移民の波があり、彼らは主に北東部（ニュージャージー州、ニューヨーク州、コネティカット州、ロードアイランド州、マサチューセッツ州）に定住した。
しばしばポルトガル語の姓は、ロドリゲスをロジャーズに、オリベイラをオリバーに、マルティネスをマーティンに、シルヴァをシルバーに、ペレイラをペリーに、といったようによりアメリカ的な響きのするものに変更された。 
ポルトガル系アメリカ人がアメリカ文化にもたらした最も大きな影響はウクレレである。ポルトガル移民がハワイに持ち込んだ弦楽器に改良が重ねられたものが現在のウクレレとなっていった。

## 著名なポルトガル系アメリカ人
- ジョン・フィリップ・スーザ：作曲家。
- ジェームズ・フランコ：俳優。
- メアリー・アスター：女優。他にドイツ人、アイルランド人の血を引く。
- シェーン・ビクトリーノ：野球選手。祖父が日系アメリカ人。
- ケビン・コレイア：野球選手。
- スティーヴ・ペリー：ミュージシャン。元ジャーニー。
- ヌーノ・ベッテンコート：ミュージシャン。エクストリーム。
- ジョー・ペリー：ミュージシャン。イタリア人の血も引く。エアロスミス。
- グレン・メデイロス：歌手。
- ジョン・ドス・パソス：小説家、画家。
- アントニオ・ダマシオ：学者。